# Saint-Georges-de-la-Rivière
Saint-Georges-de-la-Rivière är en kommun i departementet Manche i regionen Normandie i norra Frankrike. Kommunen ligger i kantonen Barneville-Carteret som tillhör arrondissementet Cherbourg. År 2022 hade Saint-Georges-de-la-Rivière 253 invånare.

## Befolkningsutveckling
Antalet invånare i kommunen Saint-Georges-de-la-Rivière
| Referens: INSEE |